# Horiike Takumi
Horiike Takumi (Sizuoka, 1965. szeptember 6. –) japán válogatott labdarúgó.
A japán válogatott tagjaként részt vett az 1988-as és az 1992-es Ázsia-kupán.

## Statisztika
| Japán válogatott | Japán válogatott | Japán válogatott |
| Időszak          | Mérk.            | gól              |
| ---------------- | ---------------- | ---------------- |
| 1986             | 2                | 0                |
| 1987             | 11               | 0                |
| 1988             | 1                | 0                |
| 1989             | 11               | 1                |
| 1990             | 6                | 0                |
| 1991             | 2                | 0                |
| 1992             | 7                | 0                |
| 1993             | 16               | 1                |
| 1994             | 0                | 0                |
| 1995             | 2                | 0                |
| Összesen         | 58               | 2                |